# Шкарнице
Шкарнице (словен. Škarnice) су насељено место у општини Добје, Савињска регија, Словенија.

## Историја
До територијалне реорганизације у Словенији биле су у саставу старе општине Шентјур при Цељу.

## Становништво
У попису становништва из 2011. године, Шкарнице су имале 100 становника.
| Број становника према пописима | Број становника према пописима | Број становника према пописима |
| ------------------------------ | ------------------------------ | ------------------------------ |
| 1991                           | 2002                           | 2011                           |
| 137                            | 109                            | 100                            |